# Nigel Murray
Nigel Murray (ur. 22 maja 1964 w Royal Leamington Spa, Anglia) – brytyjski niepełnosprawny sportowiec, uprawiający boccię. Mistrz paraolimpijski z Pekinu w 2008 roku i Sydney w 2000 roku.

## Medale Igrzysk Paraolimpijskich

### 2012
- - Boccia - zespoły - BC1-2

### 2008
- - Boccia - zespoły - BC1-2
- - Boccia - indywidualnie - BC2

### 2000
- - Boccia - indywidualnie - BC2